# Triplophysa aliensis
 Triplophysa aliensis és una espècie de peix de la família dels balitòrids i de l'ordre dels cipriniformes que es troba al Tibet.